# Camponotus viri
Camponotus viri är en myrart som beskrevs av Santschi 1915. Camponotus viri ingår i släktet hästmyror, och familjen myror. Inga underarter finns listade.